# Marie Leconte
Marie Anne Lacombe dite Marie Leconte, née le 16 décembre 1869 dans le 11e arrondissement de Paris et morte le 28 mars 1947 à Versailles, est une actrice française.

## Biographie
Elle est inhumée au cimetière de Passy.

## Théâtre

### Hors Comédie-Française
- 1890 : La Petite Mionne de Gaston Marot, théâtre du Château-d'Eau : Mionne
- 1892 : Le Maître d'armes de Jules Mary et Georges-Auguste Grisier, théâtre de la Porte Saint-Martin : Catherine Vibrac
- 1893 : Le Bossu de Paul Féval et Anicet Bourgeois, théâtre de la Porte Saint-Martin : Blanche de Nevers
- 1896 : Au bonheur des dames de Charles Hugot et Raoul de Saint-Arroman d'après Émile Zola, théâtre du Gymnase : Denise

### Comédie-Française
Elle entre à la Comédie-Française en 1897.
Nommée 337e sociétaire en 1903, puis sociétaire honoraire en 1924.
- 1898 : Louis XI de Casimir Delavigne : le dauphin
- 1902 : La Grammaire d'Eugène Labiche et Alphonse Jolly : Blanche
- 1903 : Le Dédale de Paul Hervieu : Paulette
- 1904 : Le Barbier de Séville de Beaumarchais : Rosine
- 1904 : Le Mariage de Figaro de Beaumarchais : Chérubin
- 1904 : La Plus faible de Marcel Prévost : Germaine de Maucombe
- 1904 : Le Paon de Francis de Croisset : Annette
- 1905 : Connais-toi de Paul Hervieu : Anna Doncières
- 1905 : Don Quichotte de Jean Richepin d'après Miguel de Cervantes : Dorothea
- 1905 : Les Folies amoureuses de Jean-François Regnard : Agathe
- 1906 : Paraître de Maurice Donnay : Germaine Lacouderie
- 1906 : Poliche de Henry Bataille : Thérésette
- 1907 : Le Dieu Terme de Gabriel Nigond : Eglé
- 1907 : L'Amour veille de Robert de Flers et Gaston Arman de Caillavet : Jacqueline
- 1908 : Amoureuse de Georges de Porto-Riche : Germaine Fériaud
- 1908 : Le Bon roi Dagobert d'André Rivoire : Nautilde
- 1909 : Connais-toi de Paul Hervieu (reprise) : Anna Doncières
- 1909 : Le Masque et le bandeau d'Albert Flament : Yvonne de la Villarcey
- 1909 : Sire de Henri Lavedan : Léonie Bouquet
- 1911 : Le Respect de l'amour de Lionel Laroze : Andrée
- 1911 : Primerose de Gaston Arman de Caillavet et Robert de Flers : Primerose
- 1912 : Le Ménage de Molière de Maurice Donnay : Armande Béjart
- 1912 : Poil de carotte de Jules Renard : Poil de Carotte
- 1912 : Bagatelle de Paul Hervieu : Raymonde
- 1913 : Venise de Robert de Flers et Gaston Arman de Caillavet : Henriette
- 1913 : Les Ombres de Maurice Allou : Euriclée
- 1914 : Le Prince charmant de Tristan Bernard : Anna Calvel
- 1917 : Dom Juan ou le Festin de pierre de Molière : Charlotte
- 1919 : Le Mariage de Figaro de Beaumarchais : Suzanne
- 1920 : Les Deux Écoles d'Alfred Capus : Henriette Maubrun
- 1920 : Barberine d'Alfred de Musset, mise en scène Émile Fabre : Barberine
- 1922 : L'Impromptu de Versailles de Molière : Mlle Molière
- 1922 : Le Paon de Francis de Croisset : Annette
- 1922 : L'Amour veille de Gaston Arman de Caillavet et Robert de Flers : Jacqueline
- 1923 : Le Dépit amoureux de Molière : Marinette
- 1923 : Jean de La Fontaine de Louis Geandreau et Léon Guillot de Saix : Perrette et Clymène
- 1924 : Les Trois Sultanes de Charles-Simon Favart : Roxelane
- 1924 : Le Respect de l'amour de Lionel Laroze : Andrée

## Distinctions
Marie Leconte a reçu la médaille honorifique danoise Ingenio et Arti en 1921.